# Oscaecilia osae
Oscaecilia osae é uma espécie de anfíbio gimnofiono da família Caeciliidae.
É endémica da Costa Rica.
O seu habitat natural inclui florestas tropicais e subtropicais húmidas de baixas altitudes, plantações, jardins rurais e antigas florestas altamente degradadas.